# Legged Squad Support System

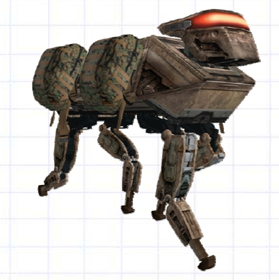
LS3, konceptuální návrh

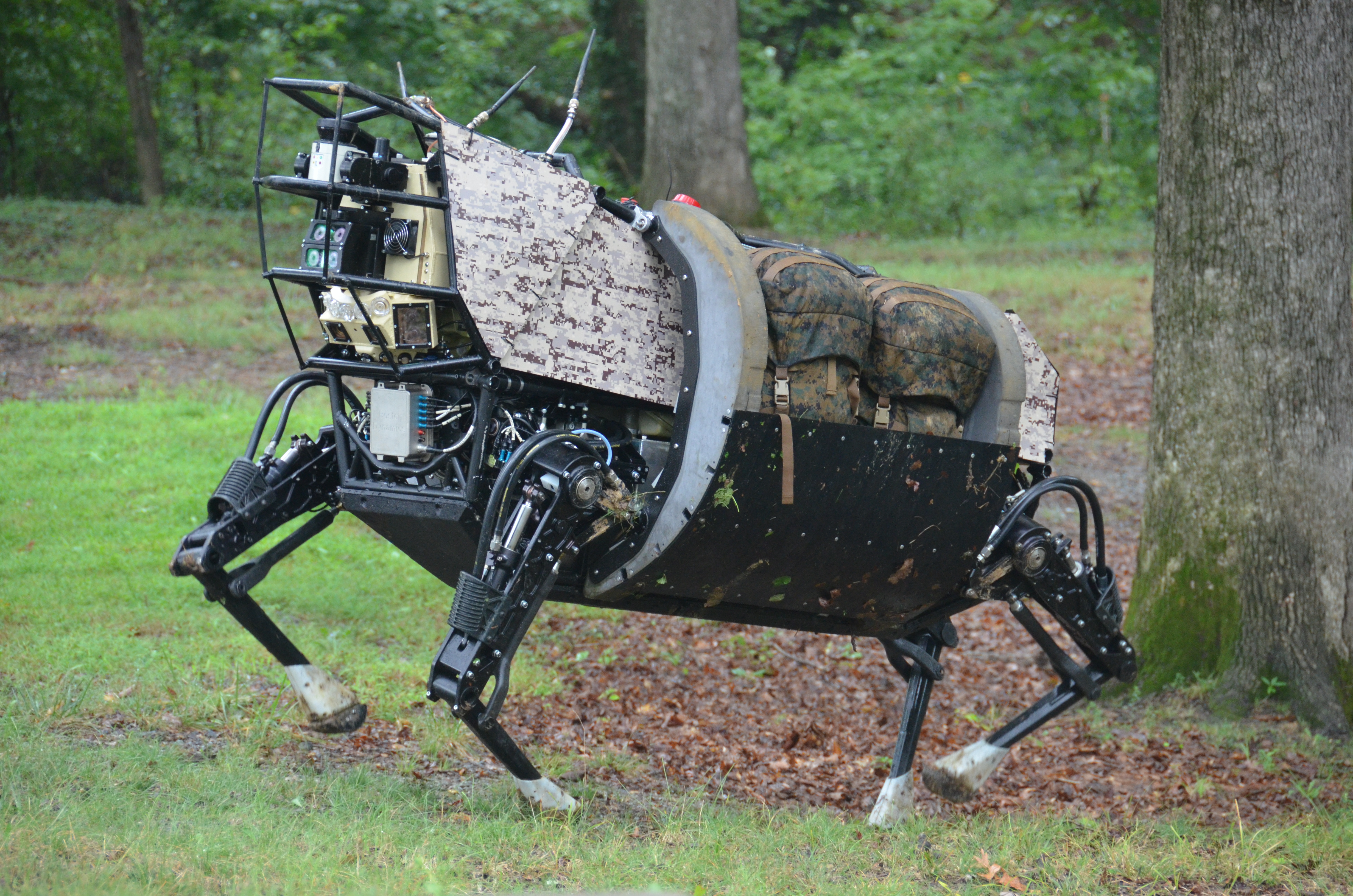
LS3, prototyp z roku 2012

The Legged Squad Support System (LS3, též nazývaný „robotická mula“) je čtyřnohý robot, sloužící jako nosič nákladu vhodný i do náročného terénu, který by nezvládla jedno- a dvoustopá vozidla. Je zamýšlen jako souputník vojáků, agentů speciálních operací apod. a pomáhá jim v náročném terénu s nákladem (obdobně, jak k tomu to historicky sloužili koně, osli nebo muly). Není ovládán přímo, pohybuje se autonomně, s tím, že používá hlasové pokyny („engine on“, „follow tight“, „follow corridor“, „stop“, „engine off“) a počítačové vidění: má stereo kamery pro zhodnocení terénu, ve kterém se pohybuje. Je určený pro různé počasí (vlho, vedro, vyšší prašnost).
LS3 je projekt agentury DARPA, konkrétně ho vyvíjí Boston Dynamics od prosince roku 2009. Od roku 2010 doposud stál jeho vývoj zhruba 42 milionů dolarů. LS3 má přibližně velikost koně, unese až 400 liber (181 kg) nákladu, je schopný putovat 24 hodin bez přestání v extrémně teplém či studeném, vlhkém či prašném počasí. Má několik režimů (chůze, cválání), díky senzorům je velmi odolný vůči pádu.
LS3 byl od začátku roku 2012 nasazen do americké armády na zkoušku, do cvičení a misí vhodných pro jeho využití. Na konci prosince 2015 bylo jeho použití pozastaveno. Jeho velkou nevýhodou je to, že je velmi hlučný, problematické je též jeho operativní opravování v terénu, v případě, kdy přestane fungovat.